# Compoids
 (octobre 2011).
Si vous disposez d'ouvrages ou d'articles de référence ou si vous connaissez des sites web de qualité traitant du thème abordé ici, merci de compléter l'article en donnant les références utiles à sa vérifiabilité et en les liant à la section « Notes et références ».

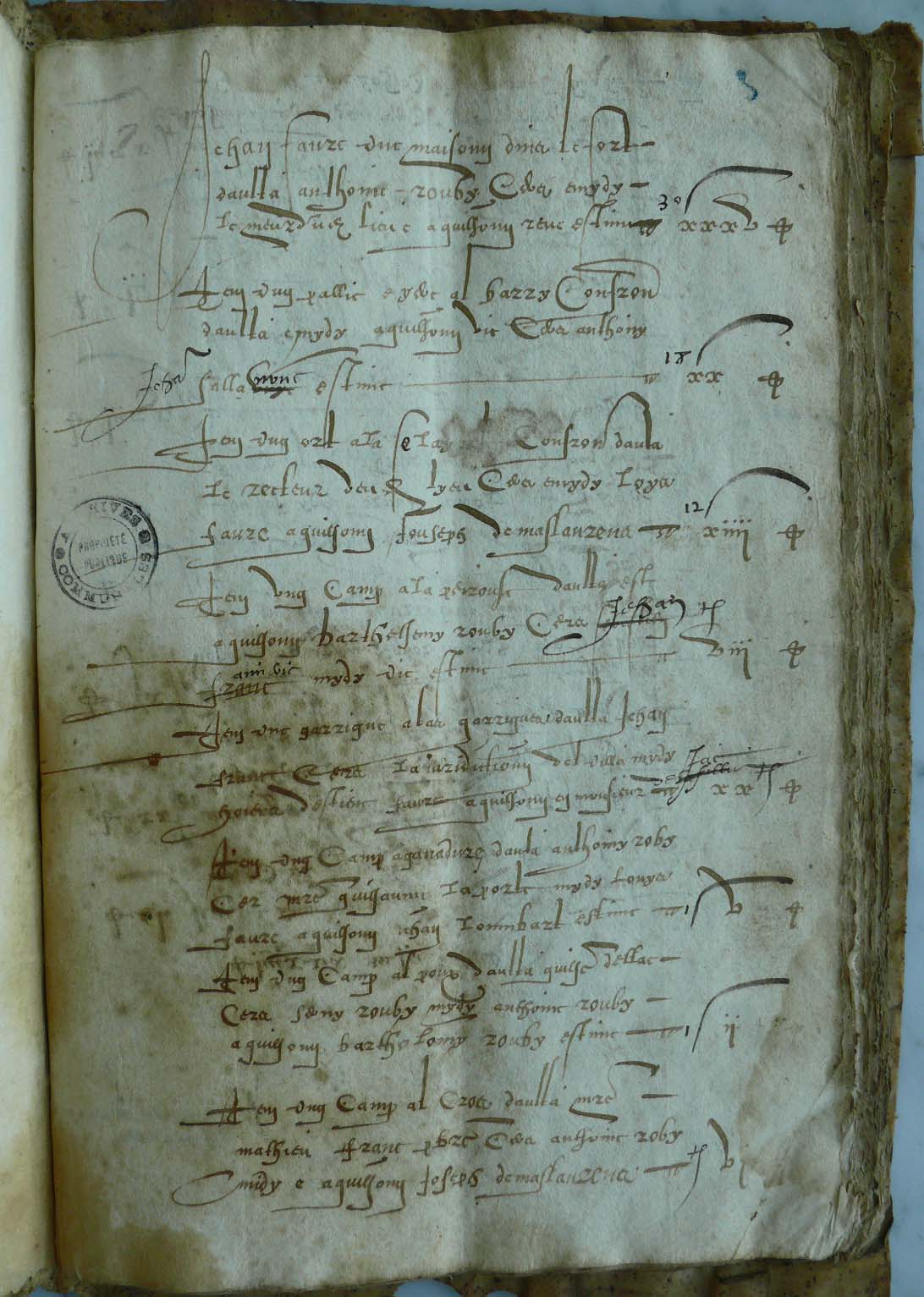
Extrait du compoix de 1596 de Tourreilles (Aude).

Un compoids, compois ou  compoix est, entre le XIVe et le XVIIIe siècle, une sorte de cadastre rudimentaire, avec description, arpentage et estimation de toutes les parcelles, dans les régions françaises de langue occitane. 
Les plus anciens compoix sont citadins. Les premiers à décrire le paysage rural des zones non urbaines apparaissent au XIVe siècle. Ils sont de fait les contemporains de la guerre de Cent Ans et des vicissitudes de l'État Royal. Ces registres fiscaux n'ont dans un premier temps que vocation à répartir entre les membres de la communauté le montant de l'impôt dont elle est chargée de plus en plus régulièrement au cours du XVe siècle. Mais peu à peu, le compoix devient aussi un outil de gestion interne aux communautés. Entre autres, devant la dégradation des couverts forestiers et l'avancée des garrigues, les compoix ont permis de pondérer pour chaque ménage ou exploitation le nombre des bêtes d'élevage en fonction de la taille des domaines ou héritages. Ces livres souvent imposants ont fini par incarner les communautés elles-mêmes. Ils sont une source de données capitale pour la connaissance de l'histoire rurale en Languedoc.
Le compois terrien  ne contenait que les terres ; le compois cabaliste était un état des industries, bestiaux, meubles, deniers prêtés à intérêts. Le terme de cabaliste était surtout usité en Languedoc.